# TopLink
TopLink是一套專供Java程式師運用的物件關連映射（object-relational mapping）套件（Package，Java程式語言的Package是專門用來對「類別」進行群化整理之用）。它提供一個強效且彈性的框架（Framework），可讓Java物件存放到關連性資料庫內，或提供Java物件與XML文件的轉換功效。
TopLink Essentials是EJB 3.0 Java Persistence API（簡稱：JPA）的一個參考實現（Reference Implementation，簡稱：RI），更簡單說是即是一個合乎EJB 3.0規範的JPA RI。此外TopLink Essentials也是Oracle公司TopLink軟體的開放原碼社群版（open-source community edition）。

## 歷史
TopLink最初是在1990年代由The Object People公司以Smalltalk程式語言所撰寫成，而"TOP"一字其實是縮寫，全寫即是"The Object People"。到了1995年、1996年左右這套軟體產品被人用Java程式語言加以完整改寫，等於用Java程式語言重新再詮釋一遍此項產品，並重新命名為「TopLink for Java」。
到了2000年The Object People公司被拆分，同時TopLink軟體也被WebGain公司買去。至2002年時又由甲骨文公司（Oracle）買走TopLink，並由其接手後續的研發改版，如今TopLink這套軟體已經成為Oracle Fusion Middleware（融合中介軟體）軟體家族中的一員。 
有關TopLink的更細節歷史請見：TopLink軟體的歷史
TopLink依然是該領域的領導軟體，它有多項獲獎特點包括：
- 經由Java程式師期刊（Java Developer's Journal）的讀者投票，TopLink被票選為最佳Java貫徹架構獎（Best Java Persistence Architecture）。

- Java世界（JavaWorld）期刊的編輯，評選TopLink為2003年的最佳Java資料存取工具獎（Best Java Data Access Tool）。

- Java Pro期刊的讀者評選獎（Readers' Choice Award）中，TopLink獲得最佳Java資料存取工具或驅動程式（Best Java Data Access Tool or Driver）的獎項。

## 特點
雖然多數人都已知TopLink是一套物件關連映射（或稱：對應）的工具程式，但其仍有幾項關鍵特點值得強調：
- 豐富的「查詢框架，query framework」，該框架支援：物件導向的表現框架、範例式查詢「Query by Example，簡稱：QBE」、EJB QL、SQL以及預存程序（stored procedure）。

- 一個物件層級、層次的交易框架。

- 先進的快取能力，確保物件能被一致性的辨識。

- 完整具備了直接映射（對應）與關連映射（對應）。

- Object-to-XML的映射、對應，此外也支援JAXB。

- 支援EIS／JCA等非關連性的資料來源。

- 視覺化的映射編輯軟體：Mapping Workbench。

## 外部連結
- Oracle公司TopLink軟體的官方網站-（英文）

- Oracle TopLink Quick Tour

- TopLink軟體的Wiki-（英文）